# Herri ar Borgn
Œuvres principales
- Son ar sell (recueil, 2009)
- Pennduig ma c'hazhez (roman, 2004)

Compléments
- Militant de l'Union démocratique bretonne (UDB)

Herri ar Borgn est un poète et un écrivain français né le 11 septembre 1937 à Sainte-Brigitte et mort le 26 septembre 2015 à Plouay.

## Biographie

### Littérature
D'après le journaliste Christian Le Meut, Herri ar Borgn est « un écrivain de langue bretonne de tout premier plan ». Installé dans la vallée du Scorff, dans le pays vannetais, l'auteur « part souvent des faits concrets de la vie pour donner son sentiment sur la société, la nature, les injustices, les relations humaines ». Certains de ses textes tendent aussi vers la réflexion philosophique, comme le poème évoquant les séquoias du château de Ménéhouarn et paru dans le recueil Son ar sell.

### Engagement
Militant de l'Union démocratique bretonne (UDB), Herri ar Borgn est aussi reconnu pour son action en faveur de la langue bretonne. Il a notamment été actif au sein de l'association Kafe bara amonenn du pays Pourlet dans les années 1985-2000[réf. nécessaire] puis au sein de l'association Skol an amzer da zont, de Plouay.

## Publications

### Romans et nouvelles
- (br) Herri ar Borgn, Bleuñvenn mam buoc'h, Skol Vreizh, septembre 2013, 90 p., 12 × 18,5 cm (ISBN 978-2-36758-013-5 et 2-36758-013-8, présentation en ligne)
- (br) Herri ar Borgn, Pennduig ma c’hazhez, Montroulez i.e. Morlaix, Skol Vreizh, septembre 2004, 84 p., 12 × 18,5 cm (ISBN 2-915623-01-5, présentation en ligne)
- (br) Herri ar Borgn, Moc’h-gouez Kenekan, Morlaix, Skol Vreizh, 1998, 96 p., 12 × 18,5 cm (ISBN 2-911447-22-0, présentation en ligne)
- (br) Herri ar Borgn, Man’ken piss ar Gemene, Séglien, Kafe bara amonenn (KBA)

### Recueils de poésie
- (br) Herri ar Borgn, Son ar sell, Skol Vreizh, novembre 2009, 112 p., 12 × 21 cm (ISBN 978-2-915623-60-4 et 2-915623-60-0, présentation en ligne)
- (br) Herri ar Borgn, Glaou bev, Lesneven, Mouladuriou Hor Yezh, septembre 2001, 105 p., 21 × 14,8 cm (ISBN 2-86863-128-2)

### Linguistique
- (fr + br) Herri ar Borgn, Brezhoneg ar Skorv : trésors parlés du val de Scorff, Morlaix, Skol Vreizh, coll. « Collectages », janvier 2012, 156 p., 13 × 21,5 cm (ISBN 978-2-915623-86-4, présentation en ligne)

## Pour approfondir